# 刘晏良
刘晏良（1956年11月—），男，汉族，山东昌邑人，中华人民共和国政治人物，曾任新疆维吾尔自治区政协副主席，新疆维吾尔自治区人民政府党组成员，新疆维吾尔自治区发展和改革委员会党组副书记、主任。